# Khekeretnebti
Khekeretnebti ou Khekeretnebty est une princesse égyptienne, fille de Djedkarê Isési, roi de la Ve dynastie.

## Sépulture
Elle fut inhumée dans un mastaba édifié dans la nécropole royale d'Abousir au sud-est du temple funéraire de Niouserrê.
Ce monument de dix-neuf mètres de longueur pour quinze de largeur a été bâti en pierre calcaire et en briques crues. Il comporte un accès unique centré sur sa face orientale qui donne accès à un ensemble de pièces disposées en enfilade. Une chapelle centrale sert de vestibule et donne au sud à la chapelle de culte de Khekeretnebti munie de sa stèle fausse-porte ainsi que d'un serdab qui contenait la statue funéraire de la princesse, et au nord à la chapelle de culte et la stèle fausse-porte de Tisethor.
Derrière cet ensemble de pièces accessibles pour rendre le culte funéraire se trouvent les puits aboutissant aux deux chambres funéraires des défuntes. Si la chambre funéraire de Tisethor a été largement pillée, celle de Khekeretnebti fut partiellement protégée par l'effondrement du plafond de la chambre à la suite de la percée pratiquée par les pillards de l'Antiquité. Cet incident a ainsi préservé une partie du viatique funéraire de la princesse dont les quatre vases canopes en calcaire, un ensemble de vaisselle votive en cuivre et en albâtre, des ustensiles en cuivre destinés au rite de « l'ouverture de la bouche », une tablette aux sept huiles sacrées également en albâtre, un appui-tête dans le même matériau, une table d'offrande en bois ainsi que les céramiques destinées à recevoir les offrandes alimentaires destinées à accompagner la défunte dans son voyage dans l'au-delà.
Outre ces éléments du mobilier funéraire, la fouille a également mis au jour les restes humains des deux princesses ; leur étude anthropologique a confirmé qu'il s'agissait d'une mère et d'une fille, l'une étant âgée d'un peu plus d'une trentaine d'années au moment de sa mort, la seconde ayant à peine atteint l'âge de la puberté.
Si les causes de ces deux décès n'ont pu être établis, il n'en reste pas moins qu'ils ont surpris les deux princesses dans la fleur de l'âge et que cet évènement interrompit la décoration du tombeau qui fut laissée inachevée. Ce malheur qui frappa la famille royale permet aujourd'hui de suivre sur les murs du mastaba les techniques employées par les artisans de pharaon dans l'exécution des décors depuis le simple dessin au trait rouge surligné de noir à la mise en relief des scènes abouties, en passant par une première mise en couleur des principaux sujets.